# L'Échelle
Pour l’article homonyme, voir L'Échelle (Guadeloupe).
Pour l’article ayant un titre homophone, voir Léchelle.
L'Échelle est une commune française, située dans le département des Ardennes en région Grand Est.

## Géographie
La commune est sur le penchant et le sommet d'une colline, sur des hauteurs entre la vallée de la Sormonne et la vallée d'un de ses affluents, l'Audry.

### Communes limitrophes
| Blombay       | Laval-Morency | Le Châtelet-sur-Sormonne |
|               | L'Échelle     |                          |
| Vaux-Villaine |               | Rouvroy-sur-Audry        |

### Hydrographie
La commune est dans le bassin versant de la Meuse au sein du bassin Rhin-Meuse. Elle est drainée par l'Audry, le ruisseau le Ru, le ruisseau du Pre St-Martin, le ruisseau du Moulin de l'Echelle et le ruisseau Longue,.
L'Audry, d'une longueur de 20 km, prend sa source dans la commune de Marlemont et se jette  dans la Sormonne à Remilly-les-Pothées, après avoir traversé neuf communes.

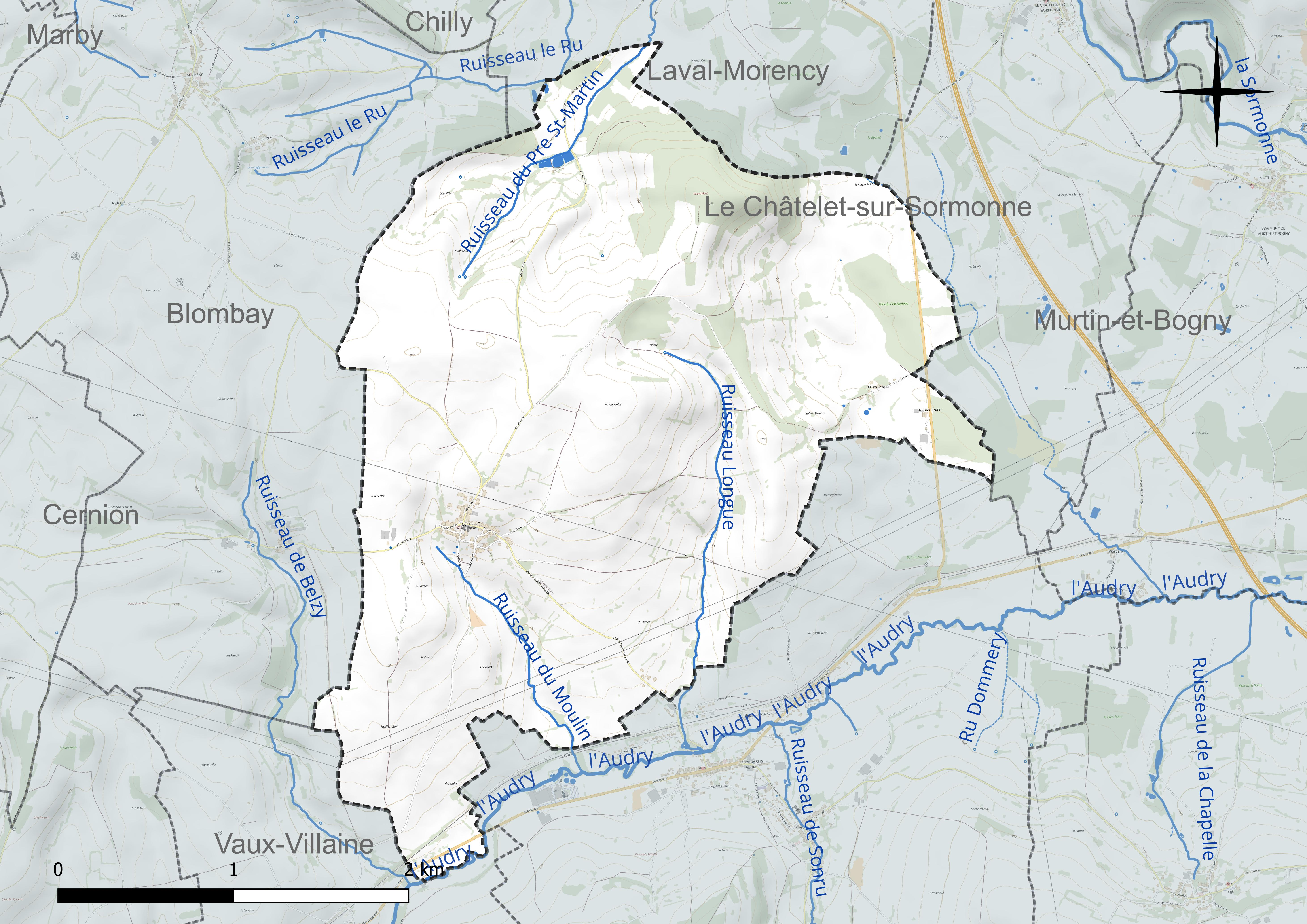
Réseau hydrographique de l'Échelle.

### Climat
Pour des articles plus généraux, voir Climat du Grand Est et Climat des Ardennes.
En 2010, le climat de la commune est de type climat des marges montargnardes, selon une étude du Centre national de la recherche scientifique s'appuyant sur une série de données couvrant la période 1971-2000. En 2020, Météo-France publie une typologie des climats de la France métropolitaine dans laquelle la commune est exposée à un climat océanique altéré et est dans la région climatique Nord-est du bassin Parisien, caractérisée par un ensoleillement médiocre, une pluviométrie moyenne régulièrement répartie au cours de l’année et un hiver froid (3 °C).
Pour la période 1971-2000, la température annuelle moyenne est de 9,5 °C, avec une amplitude thermique annuelle de 15,7 °C. Le cumul annuel moyen de précipitations est de 1 040 mm, avec 12,8 jours de précipitations en janvier et 9,9 jours en juillet. Pour la période 1991-2020, la température moyenne annuelle observée sur la station météorologique de Météo-France la plus proche, « Signy-l'abbaye », sur la commune de Signy-l'Abbaye à 12 km à vol d'oiseau, est de 10,2 °C et le cumul annuel moyen de précipitations est de 1 060,5 mm. 
La température maximale relevée sur cette station est de 40 °C, atteinte le 25 juillet 2019 ; la température minimale est de −20,5 °C, atteinte le 17 janvier 1985,,.
Les paramètres climatiques de la commune ont été estimés pour le milieu du siècle (2041-2070) selon différents scénarios d'émission de gaz à effet de serre à partir des nouvelles projections climatiques de référence DRIAS-2020. Ils sont consultables sur un site dédié publié par Météo-France en novembre 2022.

## Urbanisme

### Typologie
Au 1er janvier 2024, L'Échelle est catégorisée commune rurale à habitat dispersé, selon la nouvelle grille communale de densité à 7 niveaux définie par l'Insee en 2022.
Elle est située hors unité urbaine. Par ailleurs la commune fait partie de l'aire d'attraction de Charleville-Mézières, dont elle est une commune de la couronne,. Cette aire, qui regroupe 132 communes, est catégorisée dans les aires de 50 000 à moins de 200 000 habitants,.

### Occupation des sols
L'occupation des sols de la commune, telle qu'elle ressort de la base de données européenne d’occupation biophysique des sols Corine Land Cover (CLC), est marquée par l'importance des territoires agricoles (94,5 % en 2018), une proportion sensiblement équivalente à celle de 1990 (94,7 %). La répartition détaillée en 2018 est la suivante : 
prairies (61,2 %), terres arables (20,1 %), zones agricoles hétérogènes (13,2 %), forêts (5,2 %), zones urbanisées (0,3 %). L'évolution de l’occupation des sols de la commune et de ses infrastructures peut être observée sur les différentes représentations cartographiques du territoire : la carte de Cassini (XVIIIe siècle), la carte d'état-major (1820-1866) et les cartes ou photos aériennes de l'IGN pour la période actuelle (1950 à aujourd'hui).

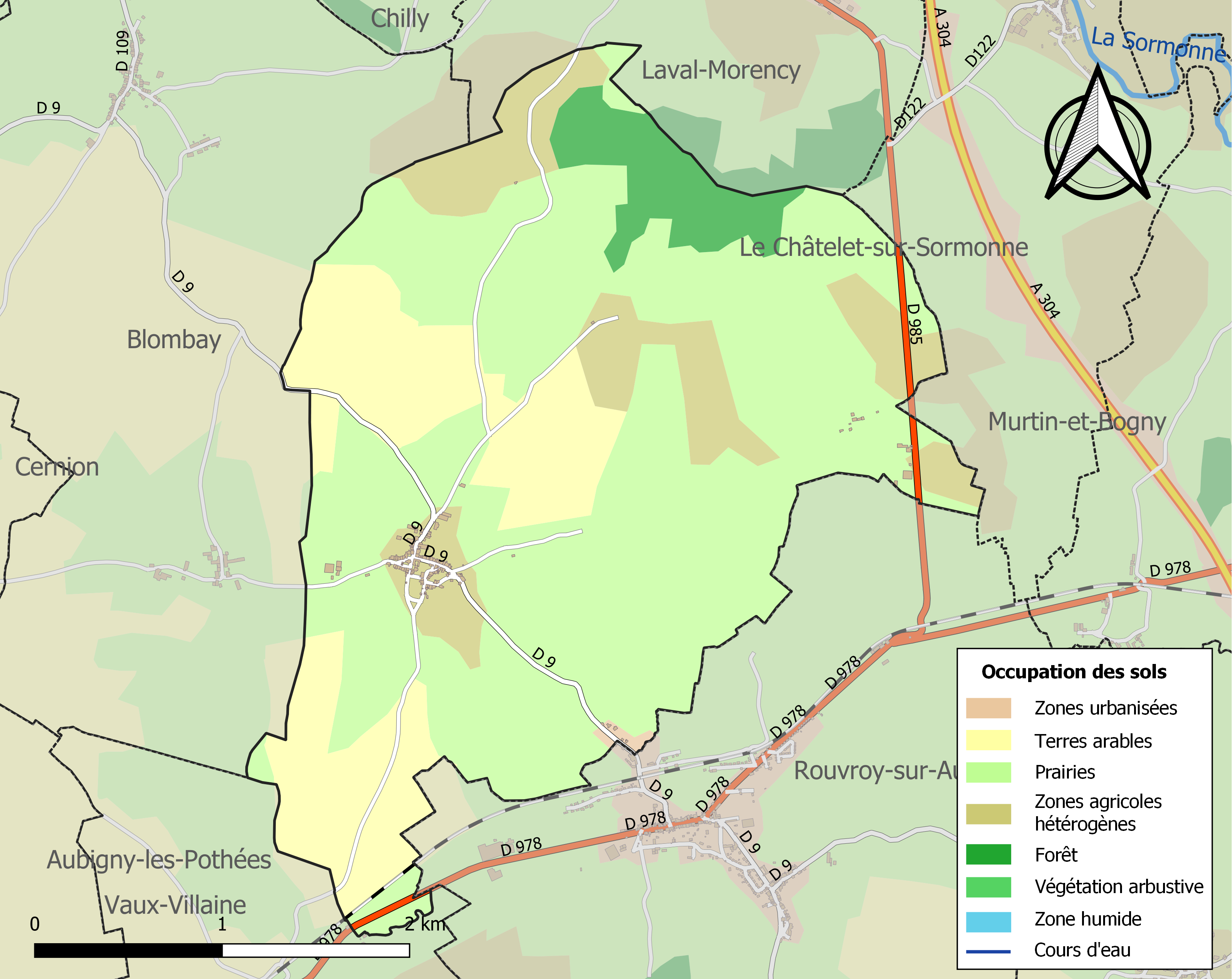
Carte des infrastructures et de l'occupation des sols de la commune en 2018 (CLC).

## Toponymie
Le nom pourrait être lié à la position géographique.

## Histoire
La seigneurie de l’Échelle dépendait de la baronnie de Rumigny.
Jean de Maucourt obtient d'Henri III l'instauration en ce lieu de deux foires annuelles et d'un marché hebdomadaire. L'époux de sa fille Anne, mariée en 1594, Antoine de La Marche des Contes, gouverneur de Sedan de 1599 à 1640, fait restaurer l'église du village et transforme le château de l’Échelle pour lui donner son allure actuelle. La belle échauguette carrée, en l'angle nord-ouest de ce bâtiment, date de cette époque. Il réussit également à préserver le village des gens de guerre, qu'ils soient Français ou étrangers. La guerre de Trente Ans fait rage dans la Thiérache voisine.
Antoine de La Marche des Comtes meurt en septembre 1740, dans sa 74e année.
Le 28 septembre 1642, au lever du jour, les troupes espagnoles pillent le village et son église, mettent le feu à 43 maisons et au moulin, détruisent la moisson, tuent ou éparpillent les troupeaux ; les habitants ayant résisté, quatre furent tués et huit de blessés. Les murs du château gardent les traces de boulets. Que six mois avant ces mêmes ennemis avaient capturé pour rançon plusieurs habitants qui ne furent libérés que contre  deux mil Livres.
En 1730, le château de l'Échelle est acquis par le chapitre de Reims qui adapte les bâtiments pour en faire une exploitation agricole. Il est vendu à la Révolution comme bien national.
La commune acquiert quelques années plus tard une partie du bâtiment et y installe la mairie et l'école. Il est aujourd'hui entièrement propriété de la municipalité.

## Politique et administration

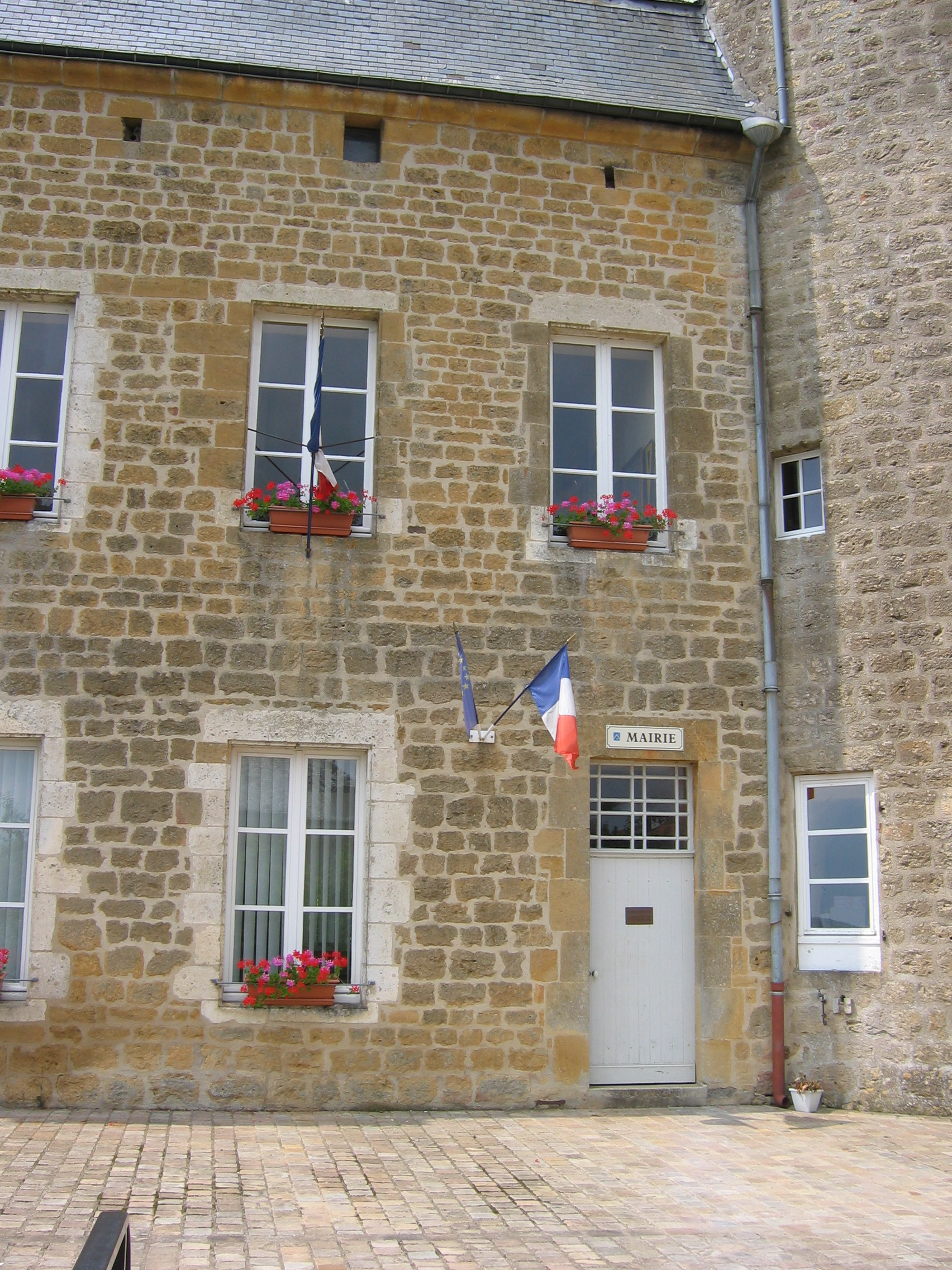
La mairie dans l'aile ouest du château, vue depuis la terrasse d'accès.

### Liste des maires
| Période                                  | Période                   | Identité                                   | Étiquette | Qualité     |
| ---------------------------------------- | ------------------------- | ------------------------------------------ | --------- | ----------- |
| Les données manquantes sont à compléter. |                           |                                            |           |             |
| 1834                                     | 1844                      | Pierre Auguste Delmont                     |           |             |
| avant 1887                               | après 1903                | Léon Pinteaux (né en 1840)                 |           |             |
| avant 1921                               | ?                         | Adonis Béglot (né en 1873)                 |           |             |
| 1945                                     | ?                         | Albert Foulon                              |           |             |
| 1971                                     | 2001                      | Gilbert Taton                              |           | Agriculteur |
| 2001                                     | 2014                      | Gilles Montreuil                           |           |             |
| 2014                                     | En cours (au 23 mai 2020) | Daniel Rhul Réélu pour le mandat 2020-2026 | DVD       | Retraité    |

### Résultats des élections présidentielles
- 2002[22] : sur 126  inscrits au second tour, il y a eu 20 abstentions (15,87 %), 7 votes blancs ou nuls (5,56 %) et 99 votes exprimés (78,57 %) ; ont obtenu :
  - Jacques Chirac (UMP) : 79 voix (79,80 %). Candidat élu sur le plan national.
  - Jean-Marie Le Pen  (FN) : 20 voix (20,20 %).
- 2007[22] : sur 119 inscrits au second tour, il y a eu 11 abstentions (9,24 %), 5 votes blancs ou nuls (4,20 %) et 103 votes exprimés (86,55 %) ; ont obtenu :
  - Nicolas Sarkozy (UMP) : 75 voix (72,82 %). Candidat élu sur le plan national.
  - Ségolène Royal (PS) : 28 voix (27,18 %).
- 2012[22] : sur 125 inscrits au second tour, il y a eu 8 abstentions (14,40 %), 8 votes blancs ou nuls (6,40 %) et 109 votes exprimés (87,20 %) ; ont obtenu :
  - Nicolas Sarkozy (UMP) : 59 voix (59,60 %).
  - François Hollande (PS) : 40 voix (40,40 %). Candidat élu sur le plan national.
- 2017[23] : sur 117 inscrits au second tour, il y a eu 22 abstentions (18,80 %), 7 votes blancs et nuls (7,37 %), 88 votes exprimés (75,21 %) ; ont obtenu :
  - Marine Le Pen (FN) : 49 voix (55,68 %)
  - Emmanuel Macron (En Marche !) : 39 voix (44,32 %). Candidat élu sur le plan national.

### Coopération régionale
L'Échelle a adhéré à la charte du parc naturel régional des Ardennes, à sa création en décembre 2011.

## Démographie
L'évolution du nombre d'habitants est connue à travers les recensements de la population effectués dans la commune depuis 1793. Pour les communes de moins de 10 000 habitants, une enquête de recensement portant sur toute la population est réalisée tous les cinq ans, les populations de référence des années intermédiaires étant quant à elles estimées par interpolation ou extrapolation. Pour la commune, le premier recensement exhaustif entrant dans le cadre du nouveau dispositif a été réalisé en 2007.

En 2022, la commune comptait 133 habitants, en évolution de −0,75 % par rapport à 2016 (Ardennes : −2,97 %, France hors Mayotte : +2,11 %).
| 1793 | 1800 | 1806 | 1821 | 1831 | 1836 | 1841 | 1846 | 1851 |
| ---- | ---- | ---- | ---- | ---- | ---- | ---- | ---- | ---- |
| 360  | 403  | 401  | 383  | 425  | 450  | 417  | 427  | 429  |

| 1866 | 1872 | 1876 | 1881 | 1886 | 1891 | 1896 | 1901 | 1906 |
| ---- | ---- | ---- | ---- | ---- | ---- | ---- | ---- | ---- |
| 377  | 338  | 315  | 333  | 329  | 330  | 305  | 279  | 270  |

| 1911 | 1921 | 1926 | 1931 | 1936 | 1946 | 1954 | 1962 | 1968 |
| ---- | ---- | ---- | ---- | ---- | ---- | ---- | ---- | ---- |
| 247  | 220  | 217  | 229  | 210  | 189  | 199  | 182  | 204  |

| 1975 | 1982 | 1990 | 1999 | 2006 | 2007 | 2012 | 2017 | 2022 |
| ---- | ---- | ---- | ---- | ---- | ---- | ---- | ---- | ---- |
| 193  | 198  | 184  | 146  | 137  | 136  | 129  | 137  | 133  |

## Culture locale et patrimoine

### Lieux et monuments
- L'église Saint-Pierre de L'Échelle.
- Le château de L'Échelle inscrit au titre des monuments historiques en 1926[29].
- Musée de l'École d'hier, dans le château, s'est substitué en 1990 à l'école et présente aux visiteurs les salles de classe de la communale, (l'école primaire des années 1900 aux années 1960), avec les encriers, les plumes sergent-major (qui précédèrent les stylos-billes), les ardoises, les cartes géographiques, les manuels scolaires, etc.

Les Amis du musée de l'École d'hier ont organisé en 2003 et 2010 une journée certificat d'études. Dans l'ambiance d'autrefois, les candidats volontaires ont testé leurs connaissances avec des textes originaux des examens de jadis.

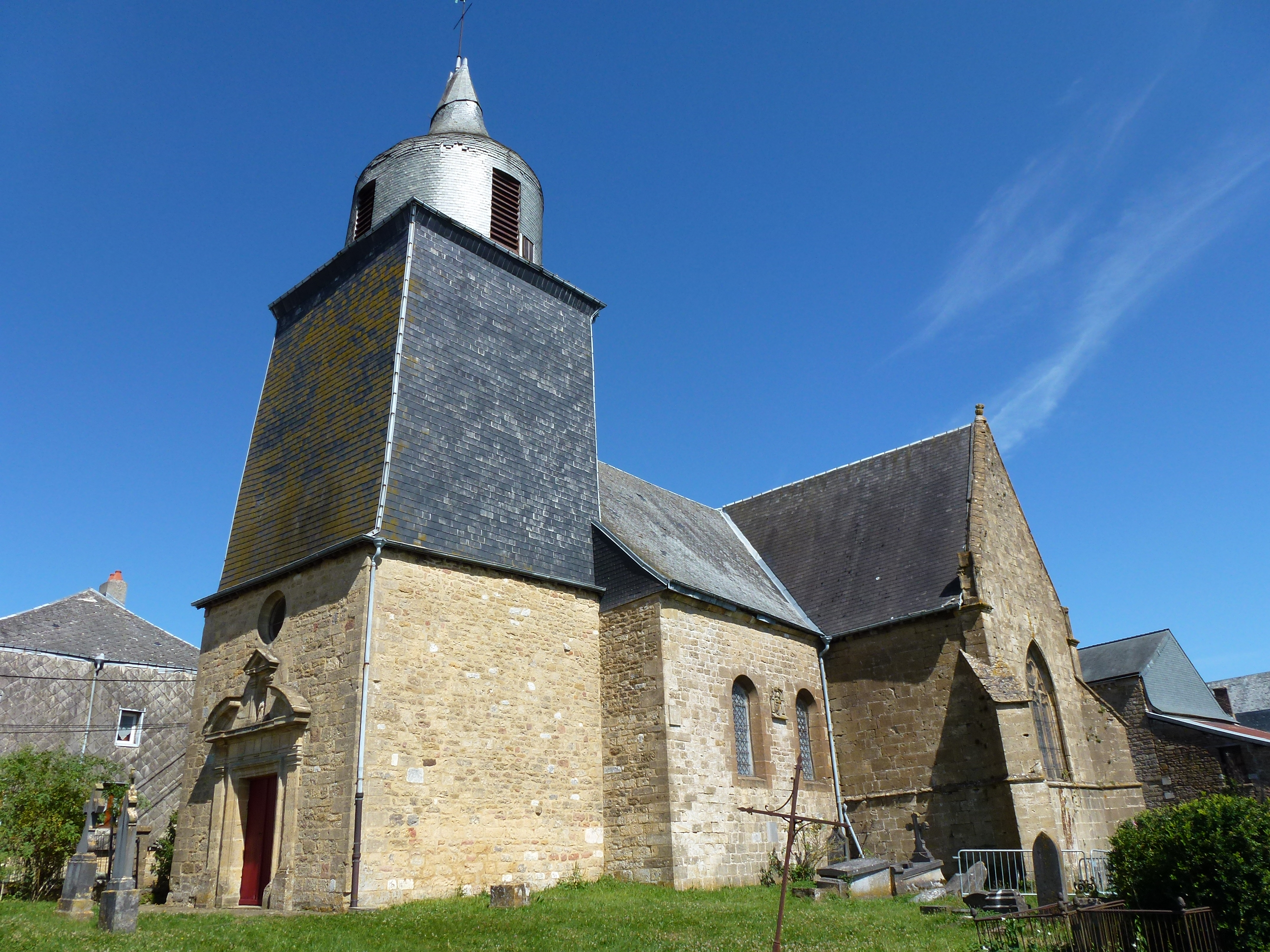
L'église Saint-Pierre vue du sud-ouest.
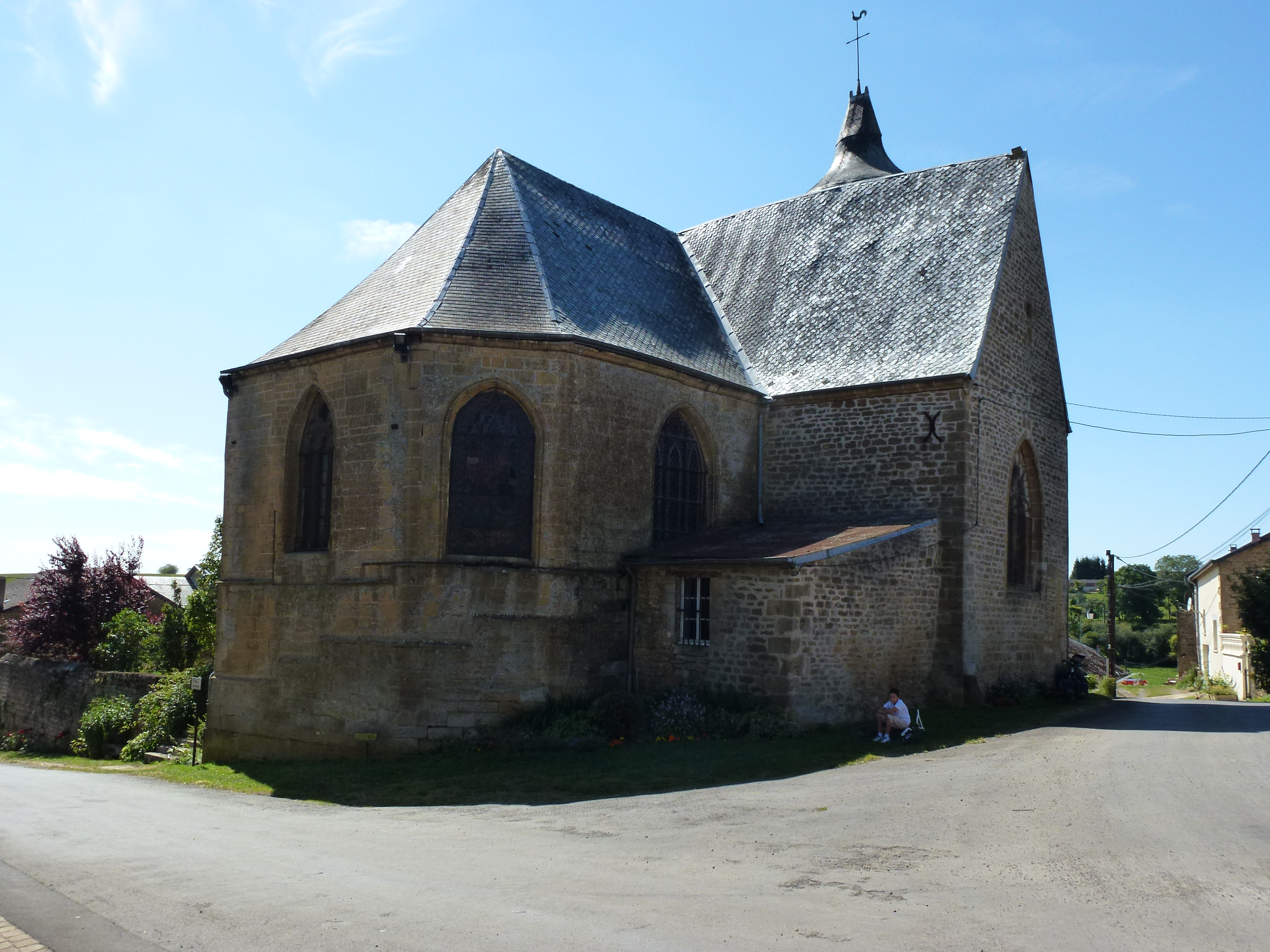
Le chevet de l'église.
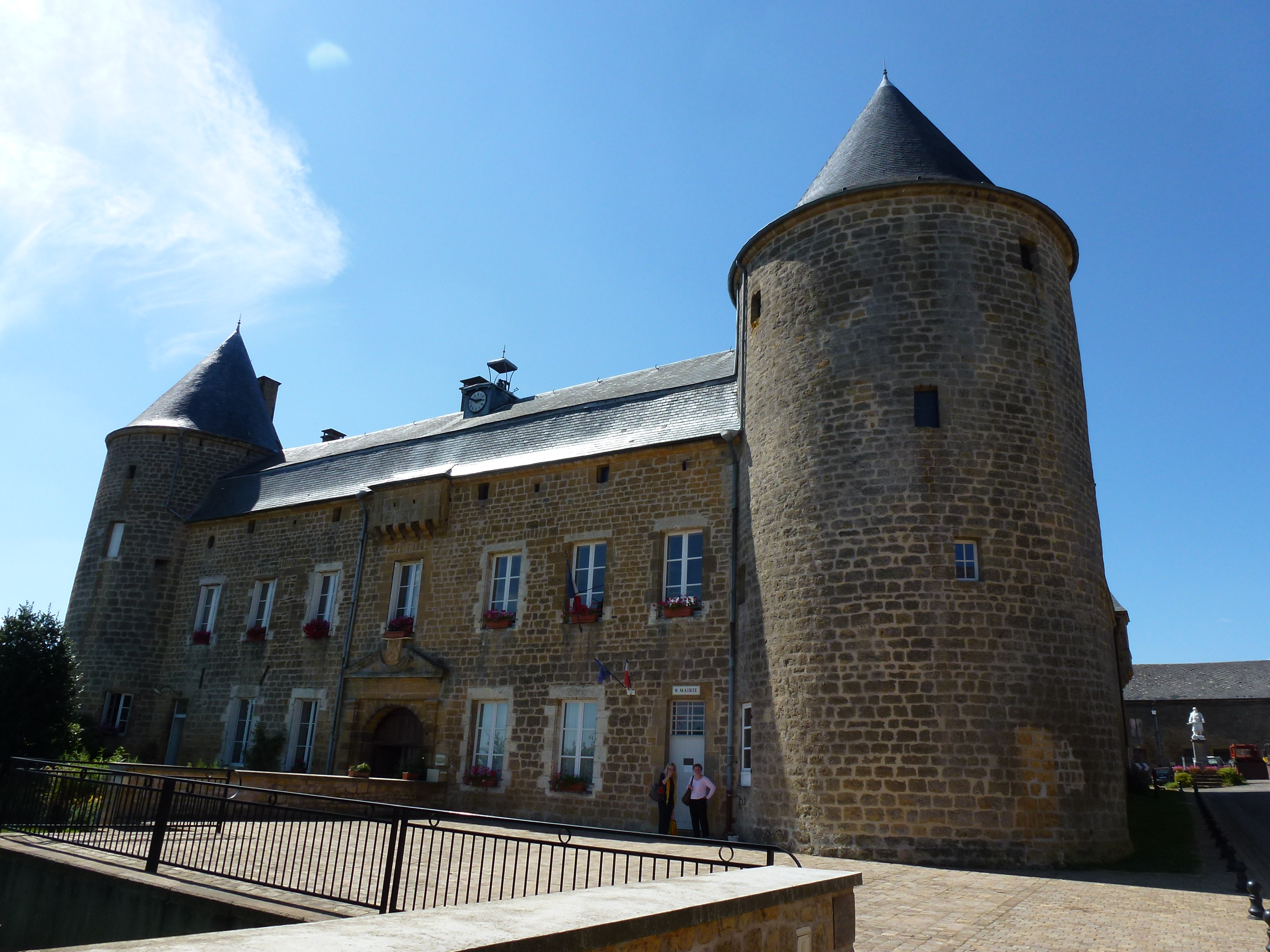
Le château côté terrasse et mairie.
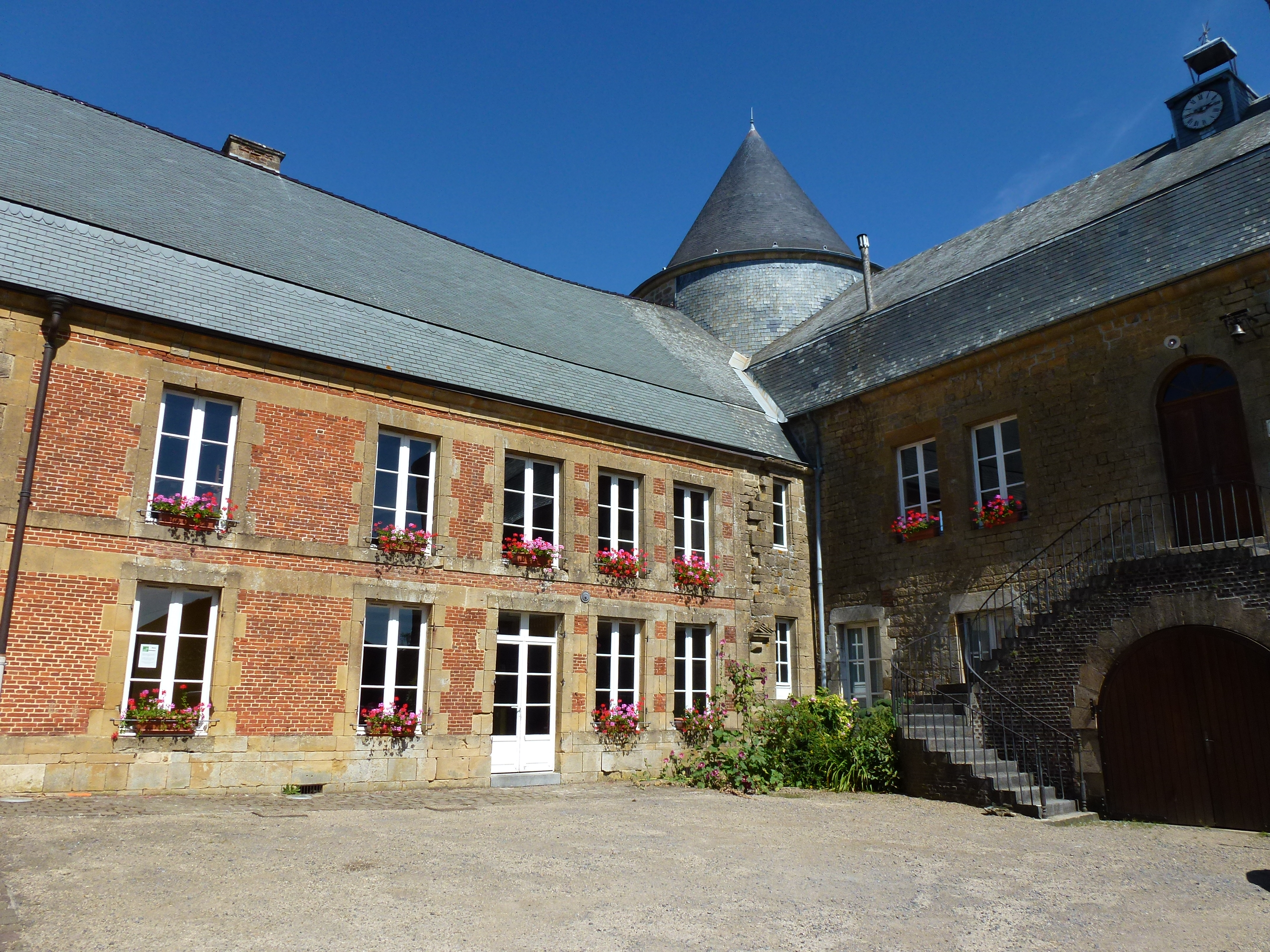
Le château côté cour et musée.
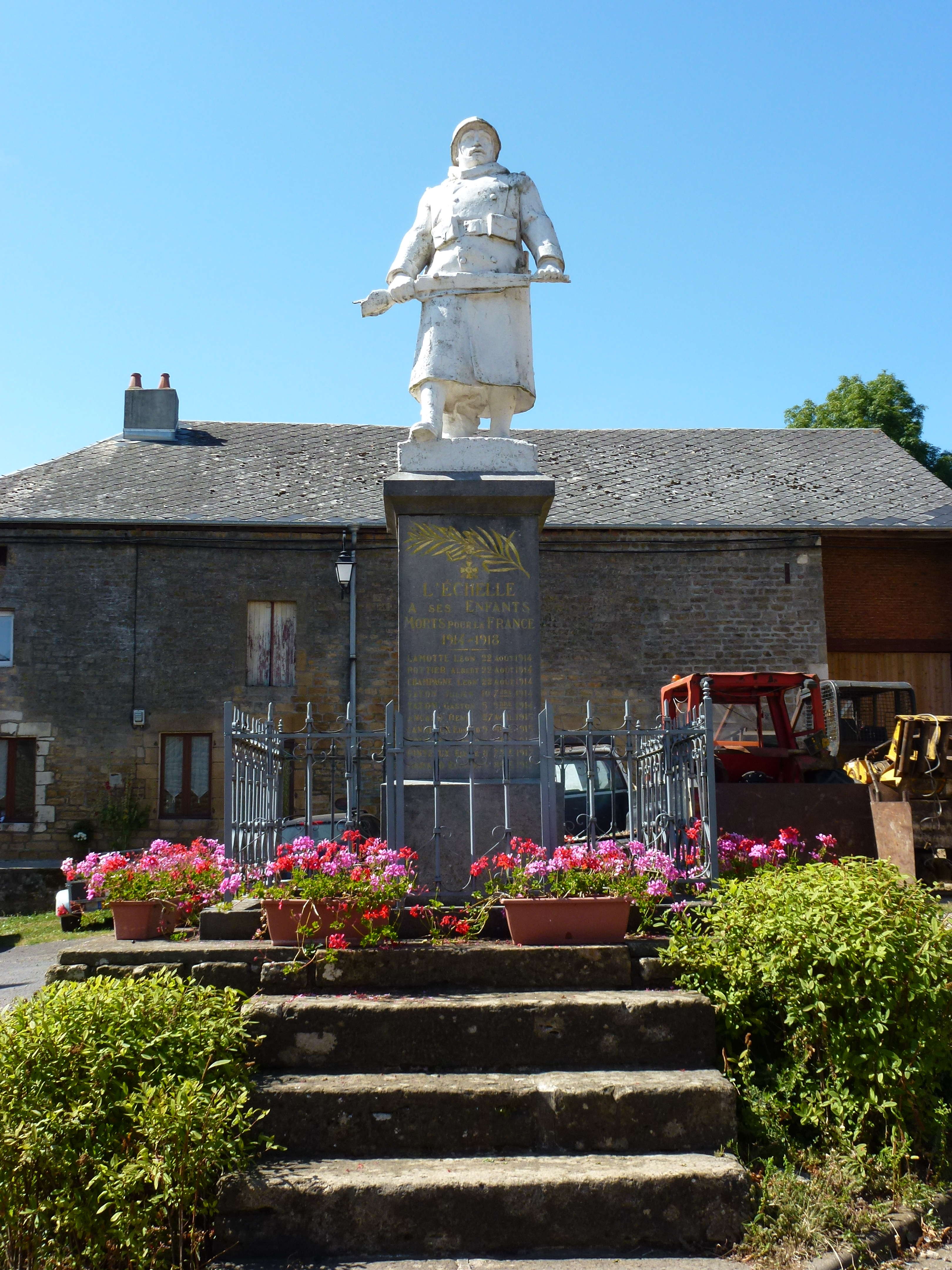
Le monument aux morts.
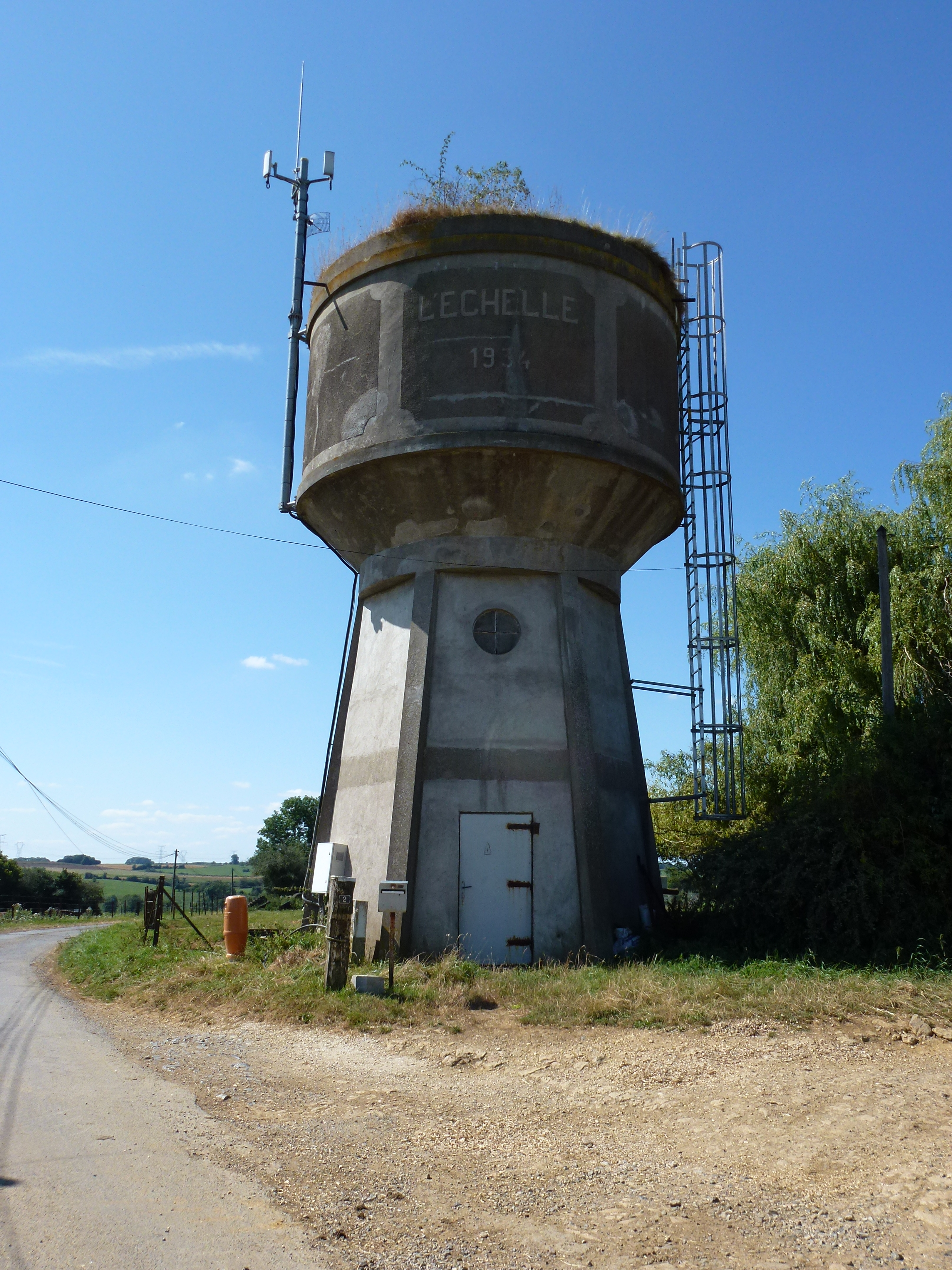
Château d'eau.
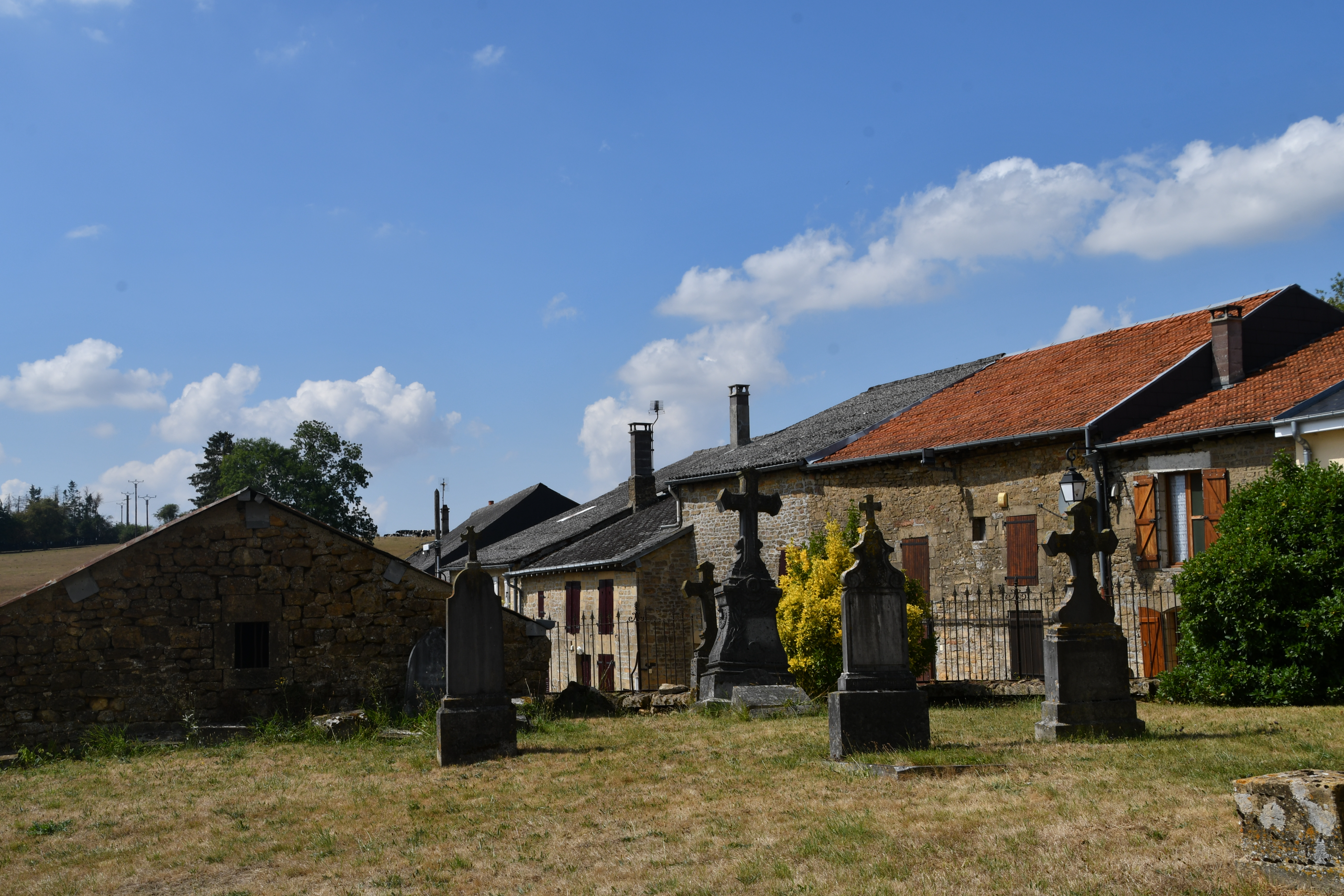
Cimetière et maisons dans la rue Saint-Pierre.

### Personnalités liées à la commune
- Antoine de La Marche des Contes (1666-1740), gouverneur de Sedan (1599-1640) et de Raucourt, seigneur de L’Échelle, calviniste[30],[31].
- René Taton (1915-2004), historien des sciences, y est né.

### Héraldique
Le blason historique de la commune est visible en façade du château, dans une gravure sur pierre (non colorée) de la bretèche de son aile ouest, au-dessus du portail donnant accès à sa cour intérieure (entrée de l'actuel musée de l'ancienne école).

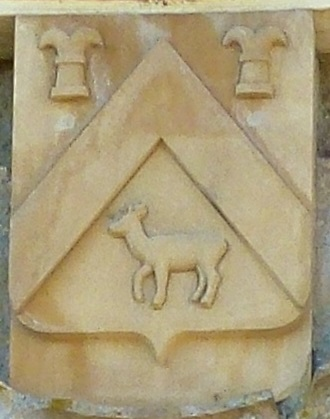
Le blason gravé dans la pierre.

.
| Blason | Blasonnement : D'azur au chevron d'or accompagné de deux rocs d'échecs en chef et d'une biche contournée en pointe, le tout du même. |

## Pour approfondir